# Ancyloceratina
Sous-ordre
Les Ancyloceratina sont un sous-ordre éteint de mollusques céphalopodes marins de l'ordre des Ammonitida (sous-classe des Ammonoidea). La plupart de ces espèces se caractérisent par une coquille dite « déroulée », les tours n'étant pas en contact.

## Systématique
Le sous-ordre des Ancyloceratina a été créé en 1966 par le paléontologue et malacologiste allemand Jost Wiedmann (d) (1931-1993).

## Liste des super-familles et familles
Selon BioLib (12 septembre 2021) :
- † super-famille des Ancyloceratoidea
  - † famille des Acrioceratidae
  - † famille des Ancyloceratidae Gill, 1871
  - † famille des Crioceratitidae
  - † famille des Emericiceratidae Vermeulen, 2004
  - † famille des Helicancylidae Hyatt, 1894
  - † famille des Hemihoplitidae Spath, 1924
  - † famille des Himantoceratidae
  - † famille des Labeceratidae
  - † famille des Monoditidae Bert, 2009
- † super-famille des Deshayesitoidea
  - † famille des Heteroceratidae Spath, 1922
  - † famille des Parahoplitidae Spath, 1922
- † super-famille des Douvilleiceratoidea
  - † famille des Douvilleiceratidae Parona & Bonarelli, 1897
- † super-famille des Turrilitaceae (placé dans Turrilitina par BioLib et dans Ancyloceratina par TPDB)
  - † famille des Anisoceratidae
  - † famille des Baculitidae
  - † famille des Diplomoceratidae
  - † famille des Hamitidae
  - † famille des Nostoceratidae
  - † famille des Turrilitidae

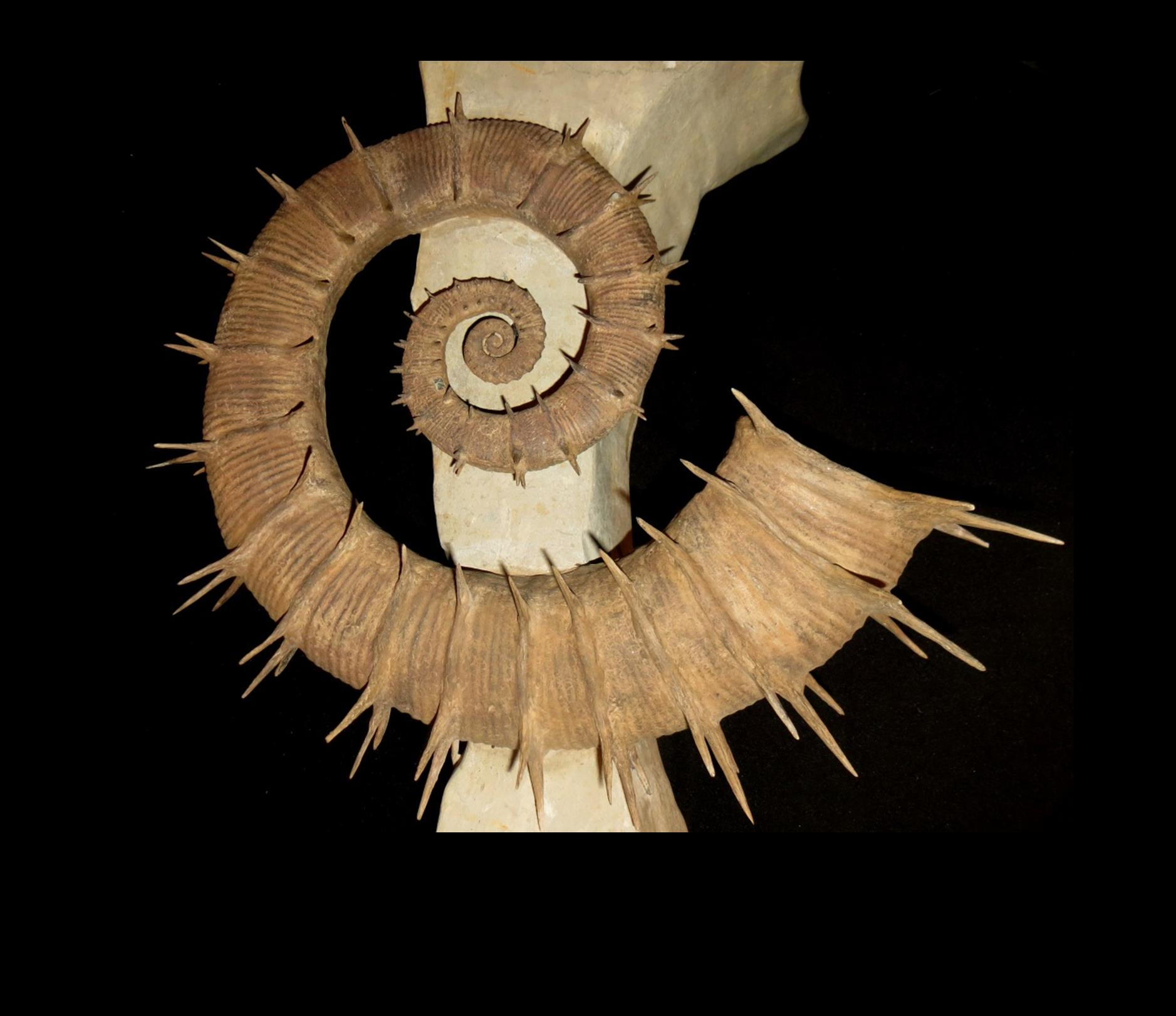
Ce fossile de Crioceratites nolani, partiellement reconstitué, illustre l'étonnant déroulement de la coquille commun dans ce groupe.

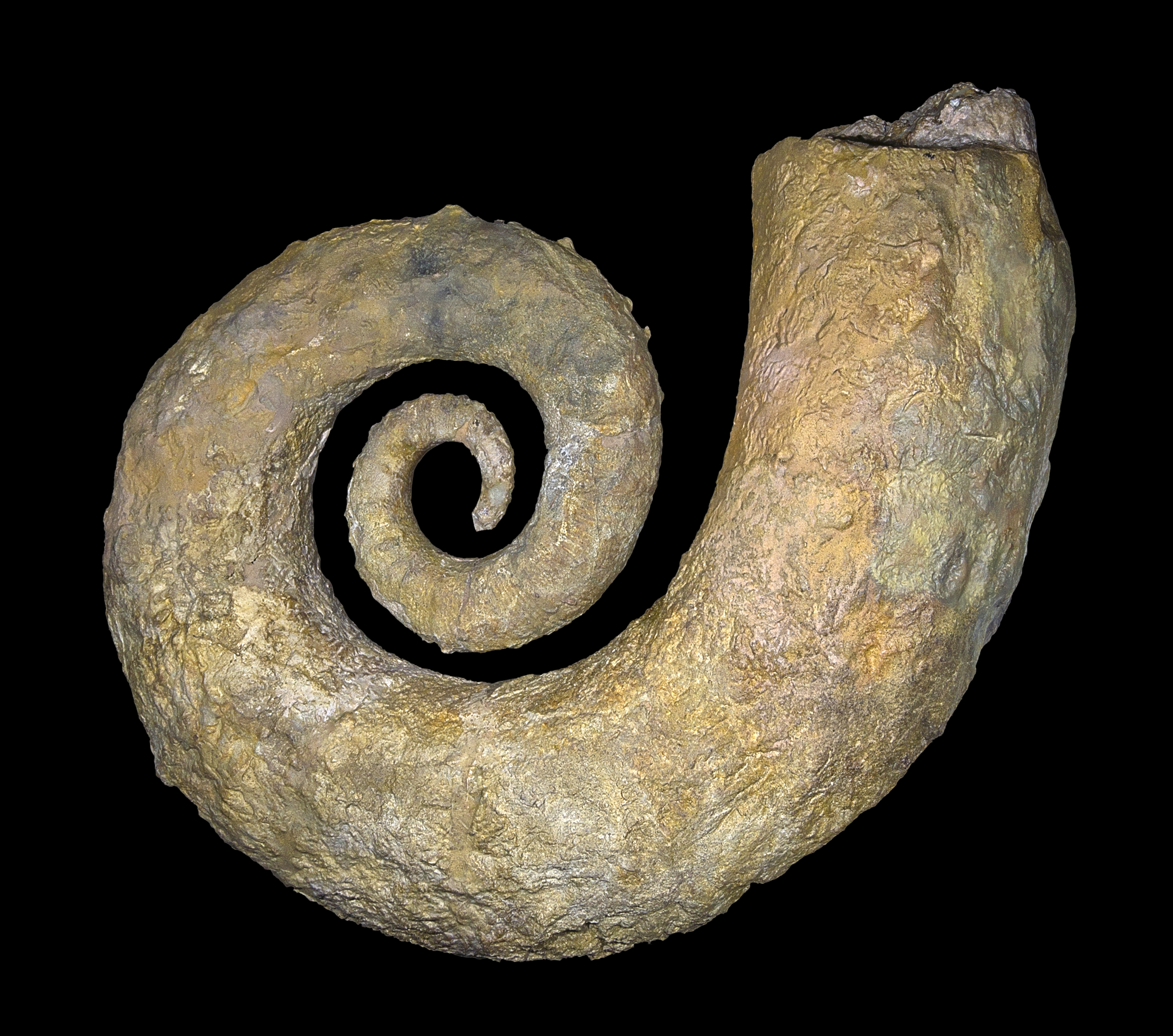
Crioceratites emerici (Ancyloceratoidea).
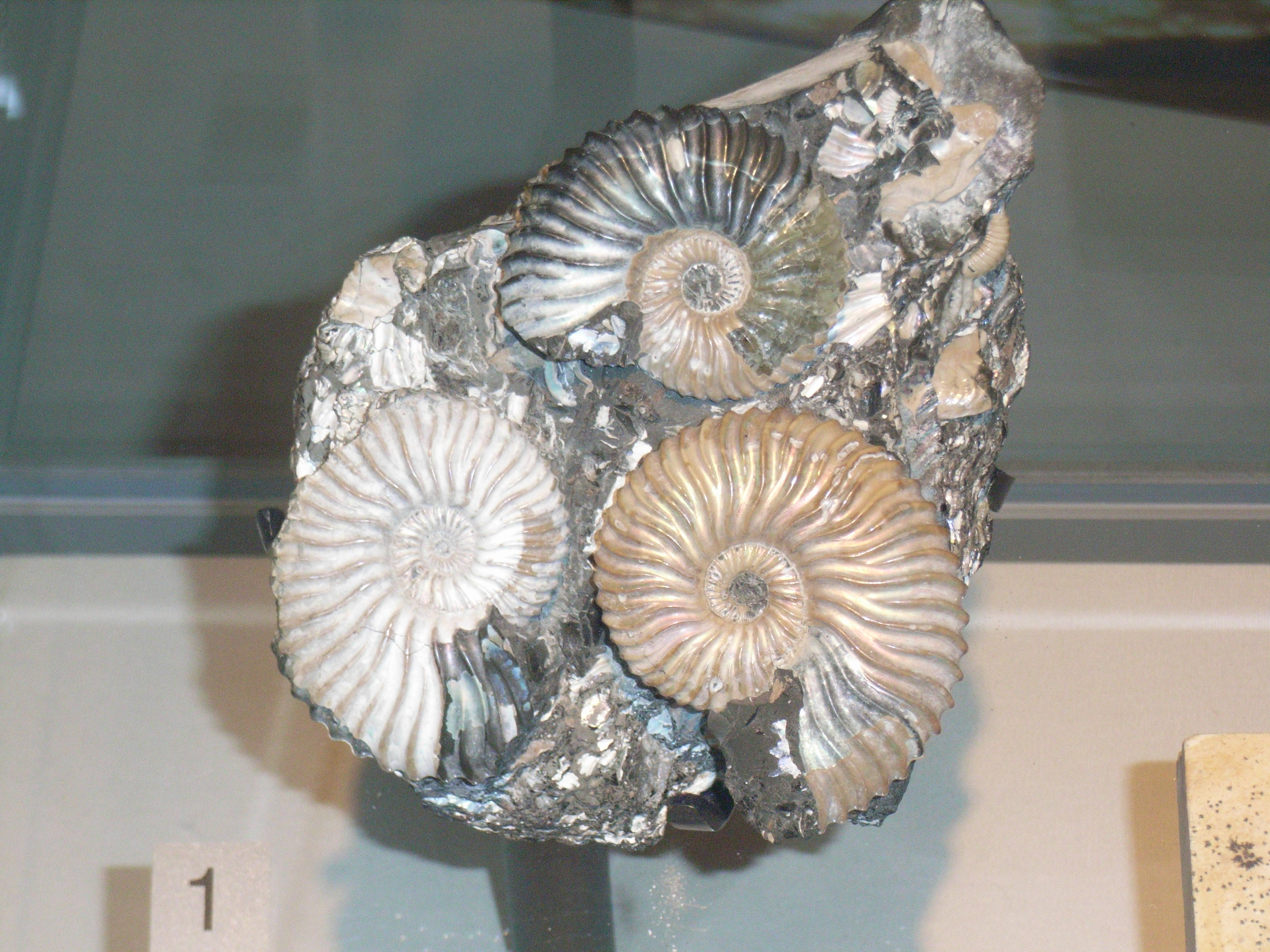
Deshayesites sp. (Deshayesitoidea).
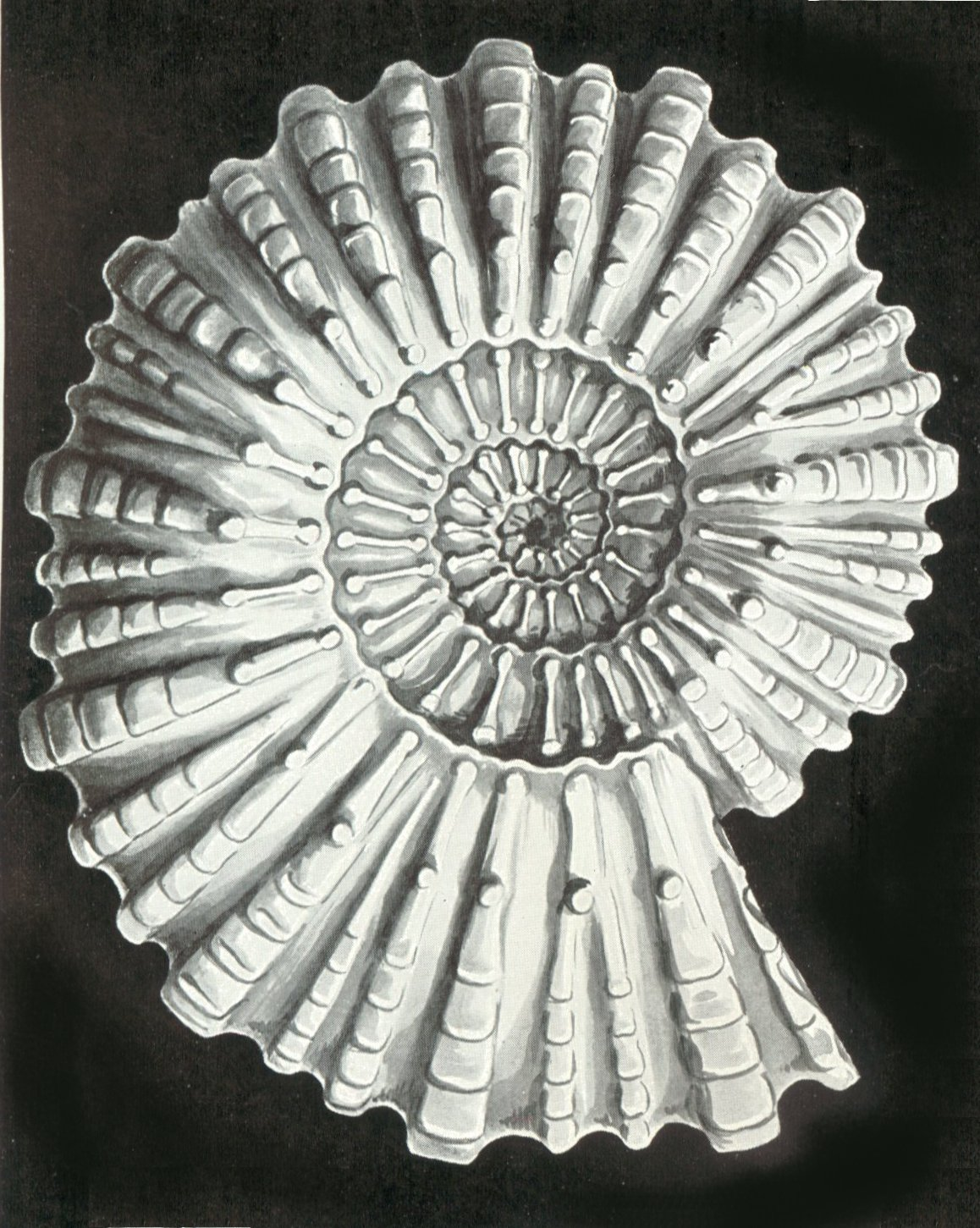
Douvilleiceras mammillatum (Douvilleiceratoidea).
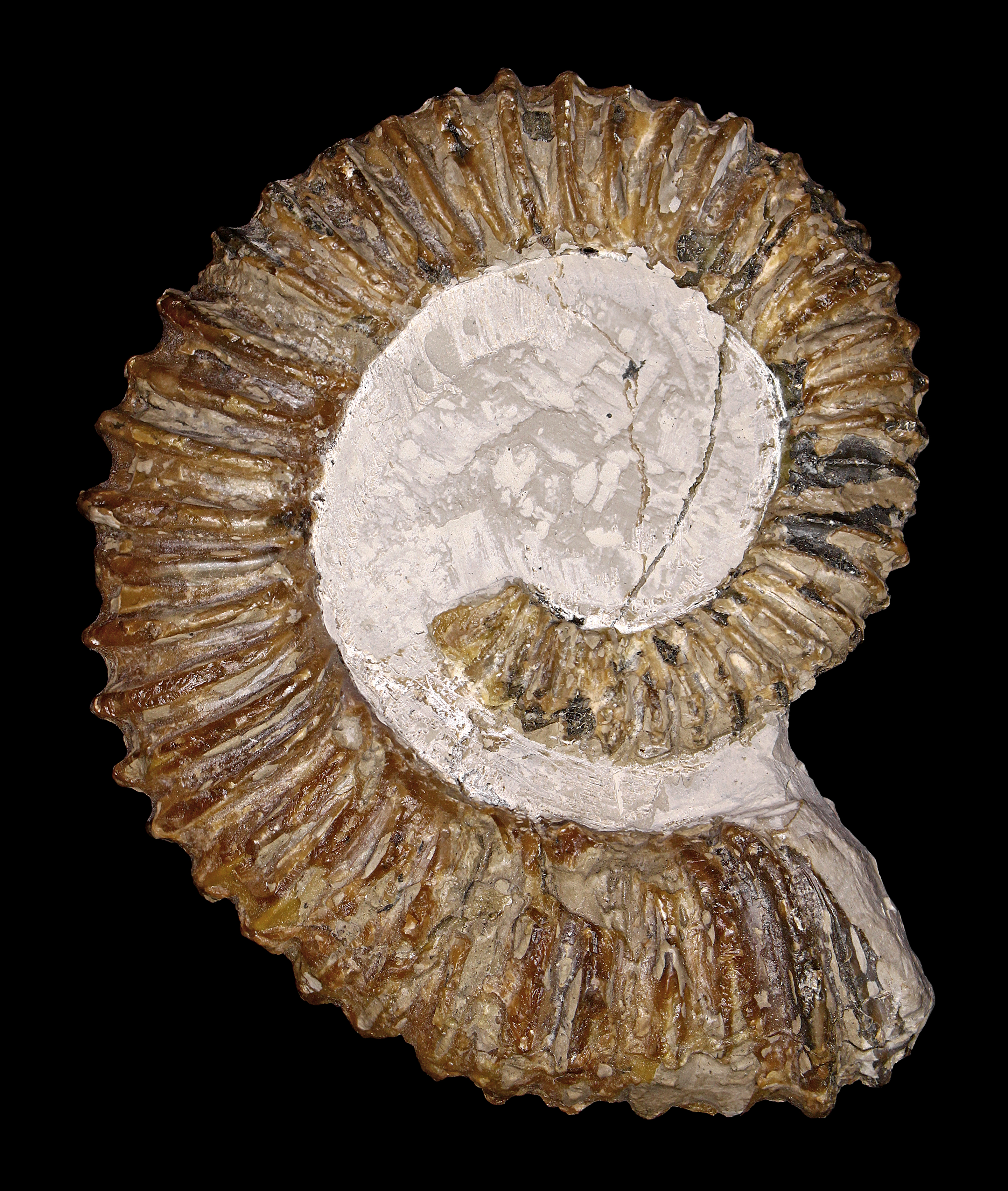
Aegocrioceras spathi (Protancyloceratoidea).
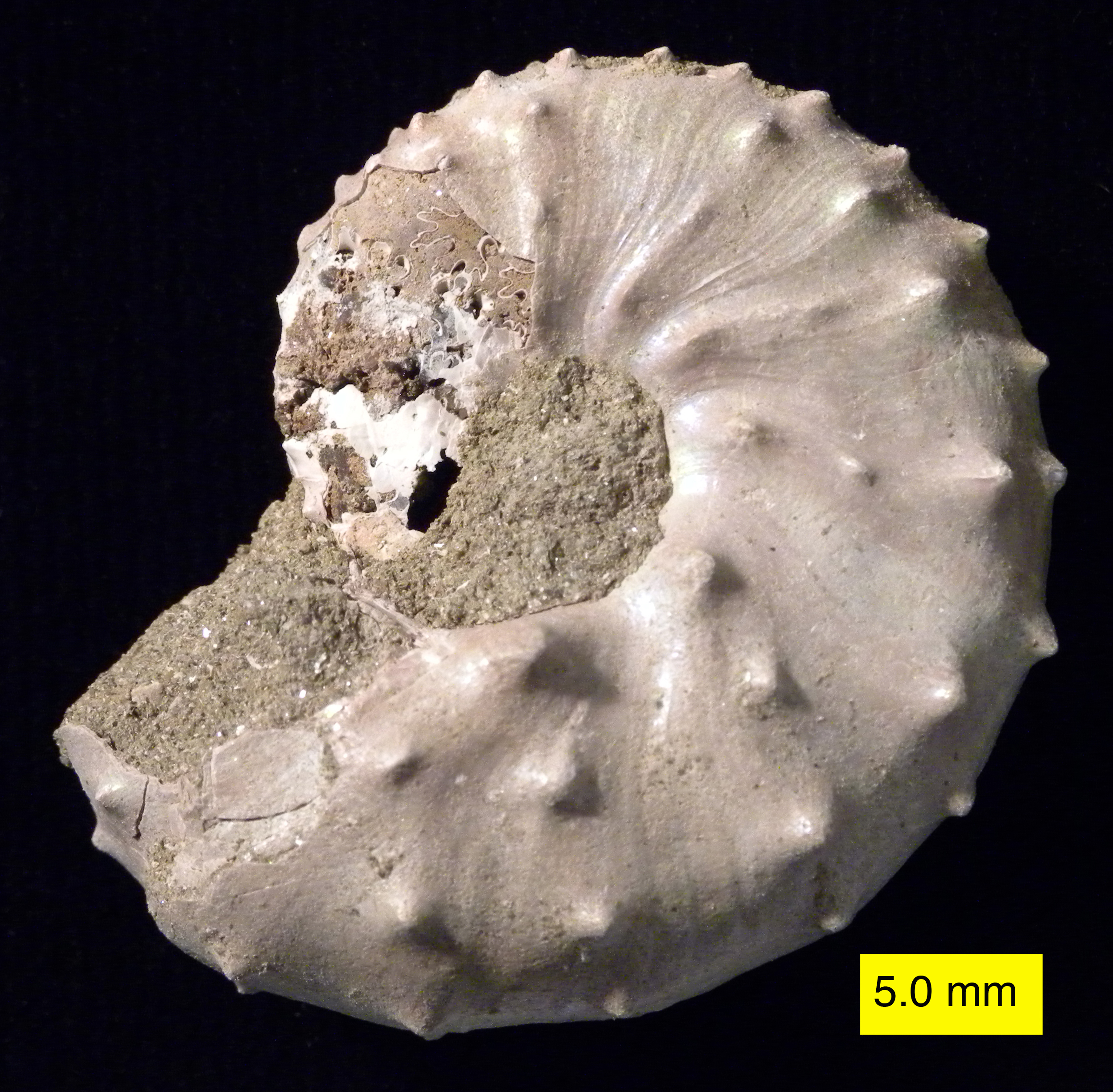
Discoscaphites iris (Scaphitoidea).
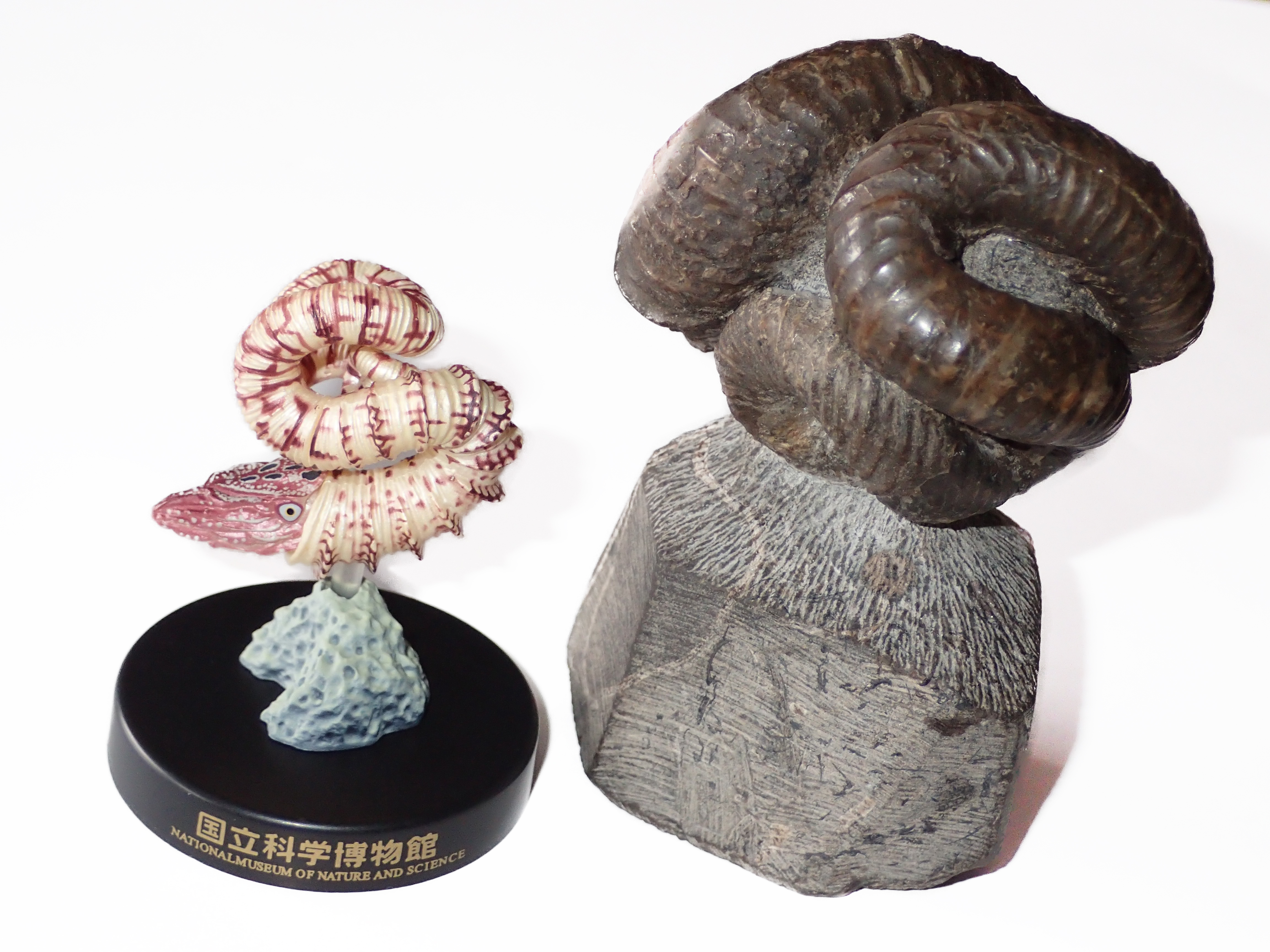
Nipponites mirabilis (Turrilitoidea).